# Marydół
Marydół (deutsch Marienthal) ist eine Ortschaft mit einem Schulzenamt der Stadt- und Landgemeinde Ostrzeszów im Powiat Ostrzeszowski der Woiwodschaft Großpolen in Polen.

## Geschichte

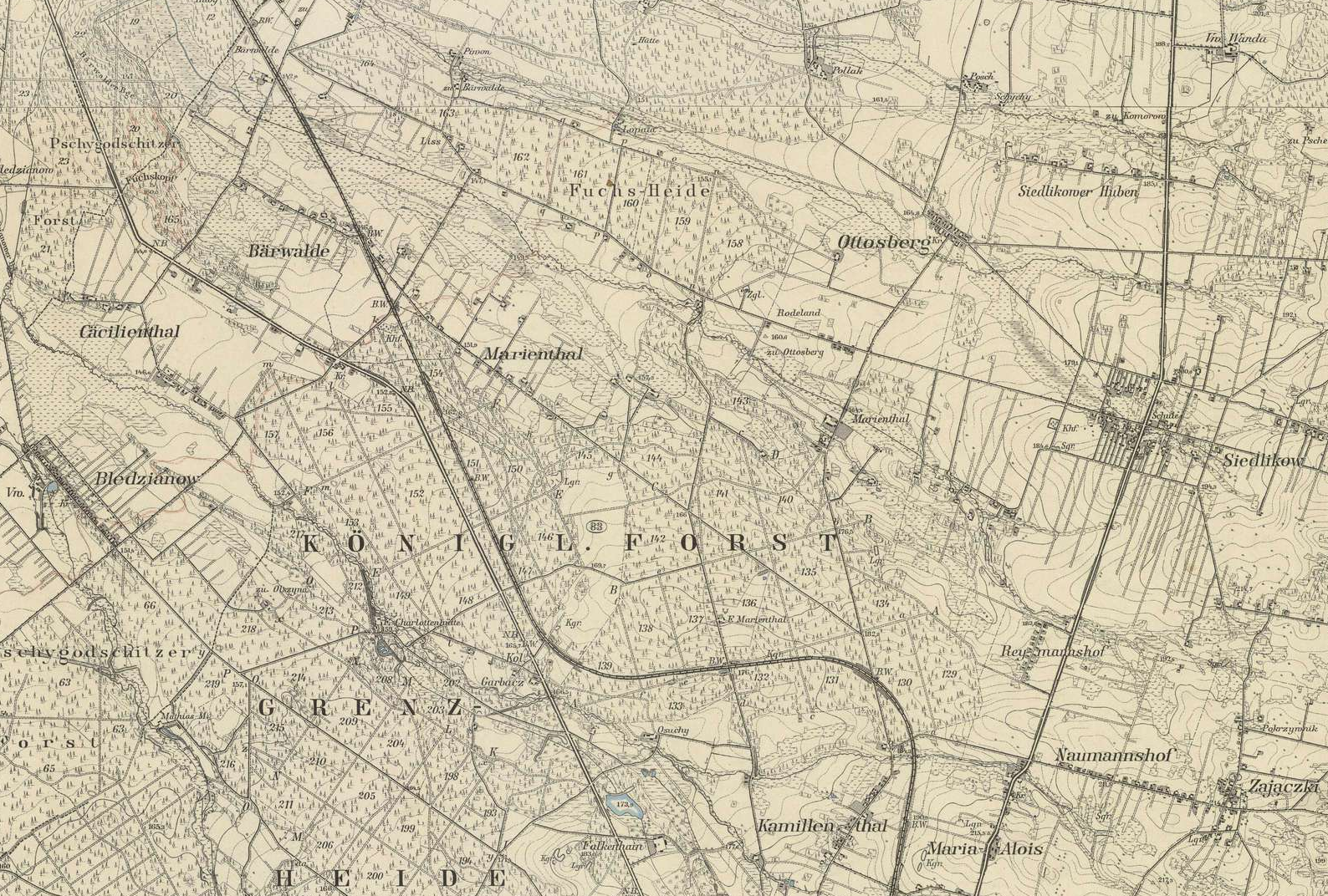
Kolonien in der Grenzheide auf einer Karte aus dem Jahr 1877

Im Zuge der Zweiten Polnischen Teilung kam das Gebiet mit der Grenzheide 1793 an Preußen. Damals entstand im Wald eine Reihe von Kolonien, die laut einer Überlieferung meist nach den Familienmitgliedern des Verwalters benannt wurden, u. a. Cäcilienthal (Kozły), Kamillenthal (Myje), Marienthal (Marydół), Naumannshof (Najmów), Ottosberg (Korpysy), Reyhmannshof (Rejmanka). Um 1900 wurde eine evangelische deutschsprachige Grundschule für polnische und deutsche Kinder eröffnet. 1911 wurde eine katholische Schule Niedźwiedź-Marydół (Barwälde-Marienthal) erbaut.
Der ursprünglich deutsche Name wurde ins Polnische als Marydół (<*Marii Dół) übersetzt.
Nach dem Ende des Ersten Weltkriegs kam Marydół zu Polen, Woiwodschaft Posen. Im Jahr 1921 gab es in der Gemeinde Marydół im Powiat Ostrzeszów 69 Häuser mit 509 Einwohnern, davon waren 384 Polen, 125 Deutsche, 253 waren Römisch-Katholiken, 250 Protestanten, 6 andere Christen.
Beim Überfall auf Polen 1939 wurde das Gebiet von den Deutschen besetzt und dem Landkreis Kempen im Reichsgau Wartheland zugeordnet. Nach dem Krieg verließ die Mehrheit der evangelischen Dorfbevölkerung den Ort.
Von 1975 bis 1998 gehörte Marydół zur Woiwodschaft Kalisz.